# (5601) 1991 VR
1991 في أر (ويعرف أيضًا باسم (5601) 1991 في أر وفق تسمية الكوكب الصغير) (بالإنجليزية: 1991 VR)‏ هو كويكب ضمن حزام الكويكبات؛ وترتيبه 5601 من حيث الاكتشاف.
اكتُشف هذا الجُرم الفلكي بواسطة هيروشي كانيدا في 4 نوفمبر 1991.

## وصلات خارجية
- (5601) 1991 VR في قاعدة بيانات مختبر الدفع النفاث لأجرام النظام الشمسي الصغيرة

- الاكتشاف · مخطط المدار ·  العناصر المدارية · المعلمات المادية

- (5601) 1991 VR على موقع ويكي سكاي: DSS2, SDSS, GALEX, IRAS, Hydrogen α, X-Ray, Astrophoto, Sky Map, Articles and images